# Jura (eiland)
Jura (Schots-Gaelisch: Diùra) is een Brits eiland, onderdeel van de Binnen-Hebriden. Er wonen 196 mensen volgens de census van 2011. De hoofdplaats is Craighouse, waar zich de Craighouse Parish Church, een winkel, een postkantoor, een whiskydistilleerderij en een hotel bevinden. Ten noorden van Craighouse ligt de begraafplaats Kilearnadil.
Jura heeft een grote populatie edelherten van zo'n 5000 stuks.
Jura is per veerboot alleen te bereiken vanaf een ander eiland, het zuidwestelijk ervan gelegen zustereiland Islay, dat ongeveer even groot is. Het hoogste punt op Jura is de Beinn an Oir, die 785m hoog is.
Op Jura schreef George Orwell een groot deel van zijn boek 1984.